# Strada voivodatale 389
La strada voivodatale 389 (sigla DW389, in polacco droga wojewódzka nr 389 e detta anche Autostrada dei Sudeti) è una strada regionale polacca di 48 km di lunghezza, situata tra i monti Bystrzyckie e Orlické, che collega la strada statale 8 al passo di Polskie Wrota con la strada statale 33 a Międzylesie.
Costruita negli anni '30 del XX secolo, è una delle strade asfaltate più alte della Polonia. Da essa si aprono vedute sulla valle di Kłodzko, sul massiccio dello Śnieżnik e sulla valle di Orlica.

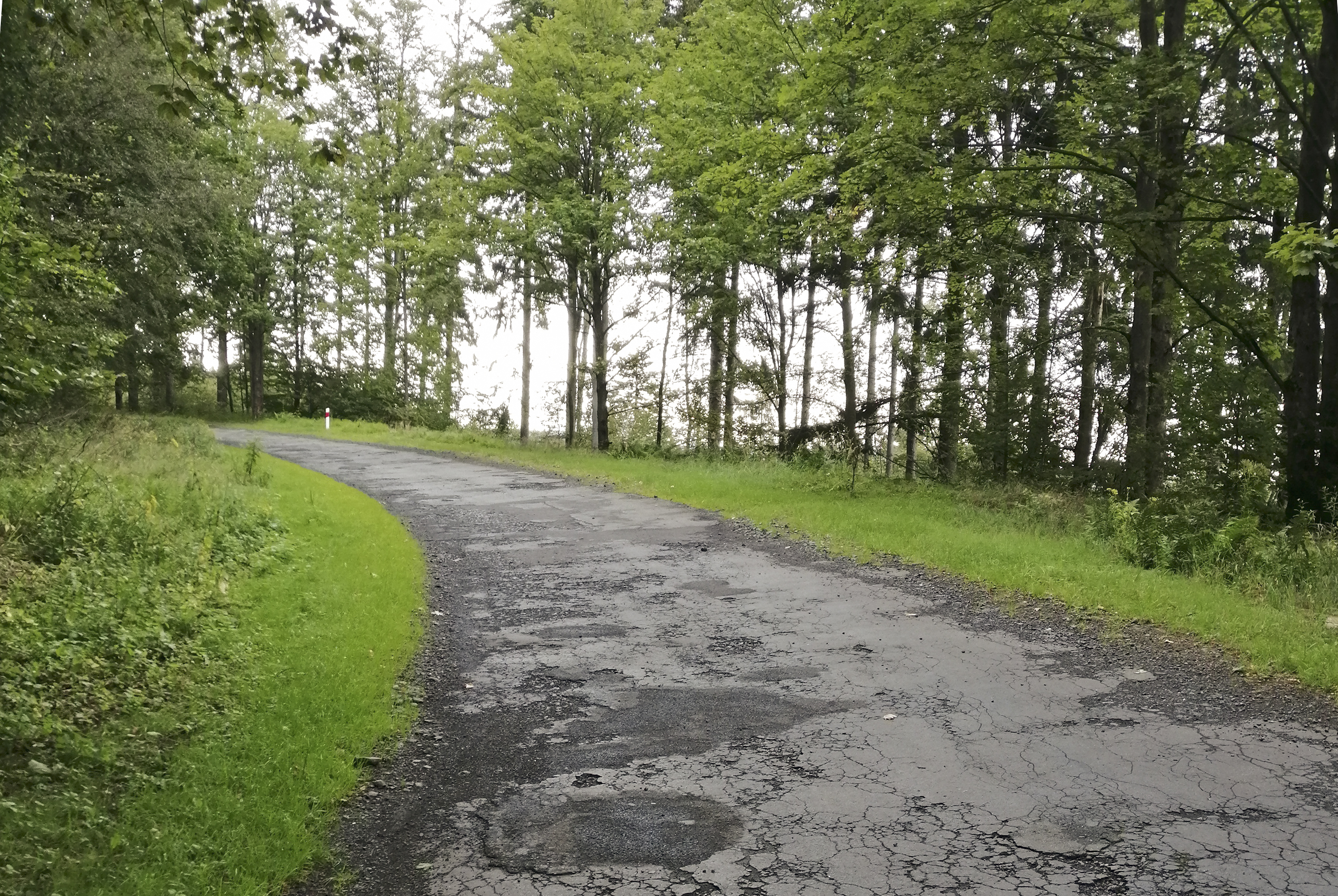
La strada voivodatale 389 all'interno della valle di Kłodzko.